# ميسرة صلاح الدين
ميسرة صلاح الدين-    Maysara Salah El-din شاعر مصري، كاتب مسرحي، مترجم معاصر من مواليد الإسكندرية  ساهم في أمسيات معرض القاهرة للكتاب  في العديد من دوراته كما حضر العديد من المؤتمرات الأدبية والفعاليات الثقافية ونوقشت أعماله في الكثير من المحافل الأدبية وقصور الثقافة، كما نشر الكثير من أعماله في معظم المجلات الأدبية والصحف القومية، وكتب العديد من الاغانى للفرق المستقلة كفريق صوت في الزحمة وفريق عين وليل وأيكاتو باند وتابوباند، وأشاد بأعماله كبار النقاد من أمثال د/كمال نشأت، د/طة وادى، د/هادى الجيار د/ يسرى عبد الله أ/ جزين عمر أ/ جابر بسيونى واخرين، كما قام الفنان التشكيلى محمد عبد الرحمن بعمل معرض عن ديوان مستوحى من ديوانه «ارقام سرية» بنفس الاسم. ويعمل حاليا في مشروع مشترك بعنوان زجلوتير مع الفنان التشكيلى مصطفى سليم للتعبير عن أهم الشخصيات في تاريخ مصر الحديث والمعاصر بفن الزجل والكاركتير في اطار مشترك.

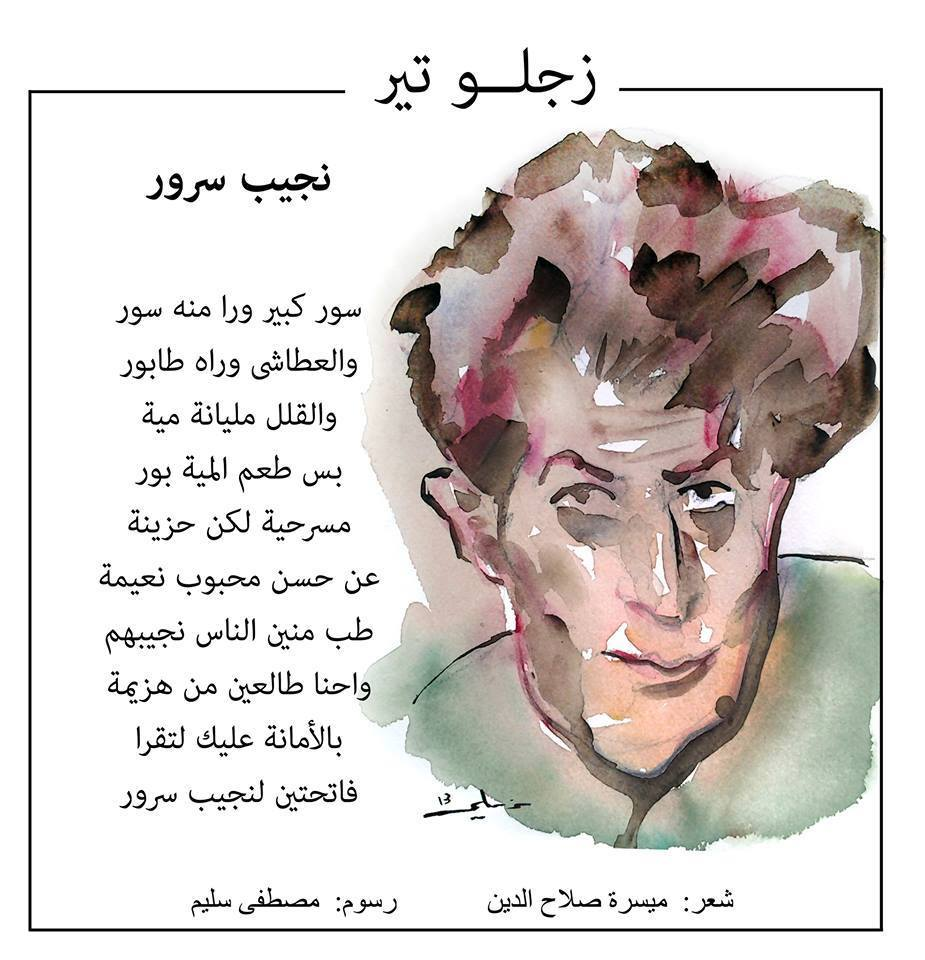

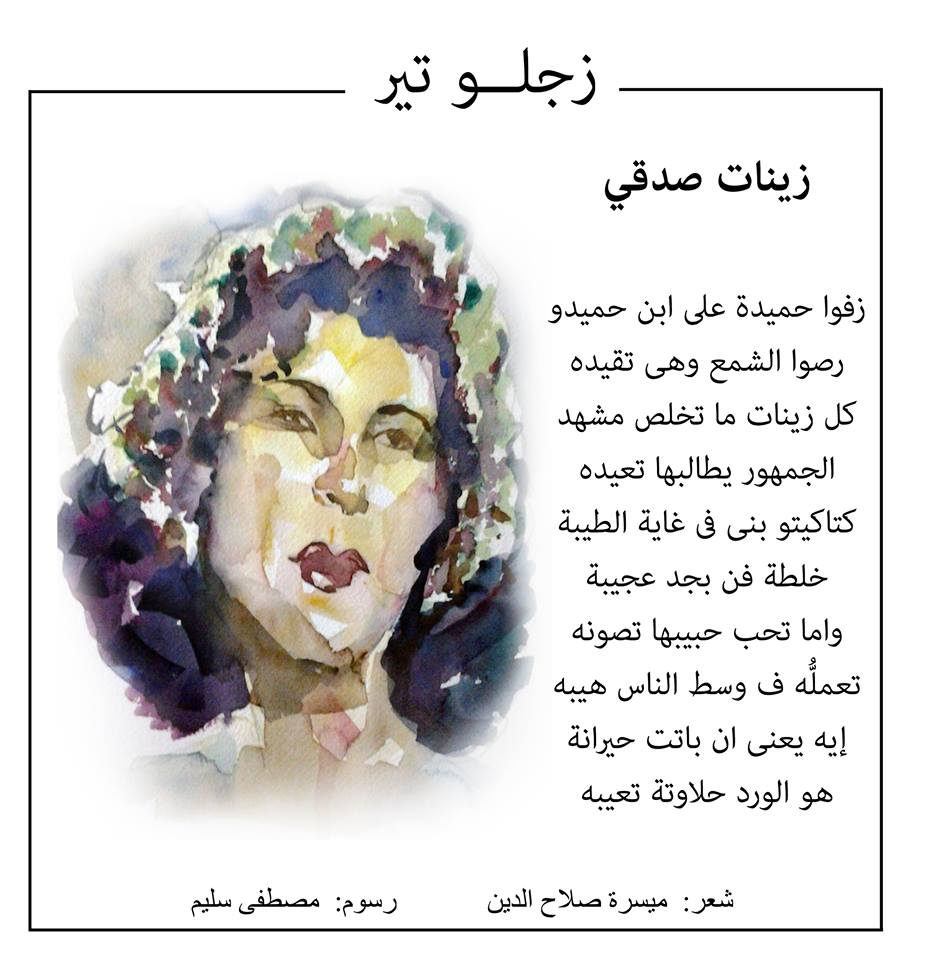

## المؤلفات
- الأسطوات "عن حياة وأعمال شعراء الأغنية في العصر الحديث"، دار ريشة للنشر والتوزيع.

- بير مسعود "ثلاثية مسرحية"، دار نشر المحرر، 2024.

- مسك الليل "مسرحية"، دار نشر يسطرون، المملكة العربية السعودية، 2023.

- أرقام سرية "ديوان بالعامية المصرية" (الطبعة الإسبانية)، دار نشر Hebel Ediciones، 2023.

- سيد درويش.. 100 عام على الرحيل، ملحق مجلة الثقافة الجديدة سبتمبر2023،مع مجموعة من المؤلفين.

- المسرح والخيال، دراسات في المسرح بالاشتراك مع مجموعة من المؤلفين، دائرة المسرح بالشارقة، 2021.

- ابن الصبح ديوان شعر بالعامية المصرية، عن الهيئة المصرية العامة للكتاب ٢٠٢١
- جراح الاوبرا مجموعة مسرحيات غنائية، عن الهيئة المصرية العامة للكتاب العلوم 2019
- مئه عام على وعد بلفور قراءة عبر الادب والتاريخ، عن بيت الياسمين للنشر والتوزيع 2017
- ترام الرمل مجموعة مسرحيات غنائية، عن مؤسسة بتانة الثقافية 2017
- حرب الردة ديوان شعر بالعامية المصرية، عن الهيئة المصرية العامة للكتاب  2015
- الأسد الحلو ديوان شعر بالعامية المصرية، عن دار العلوم للنشر والتوزيع  2015

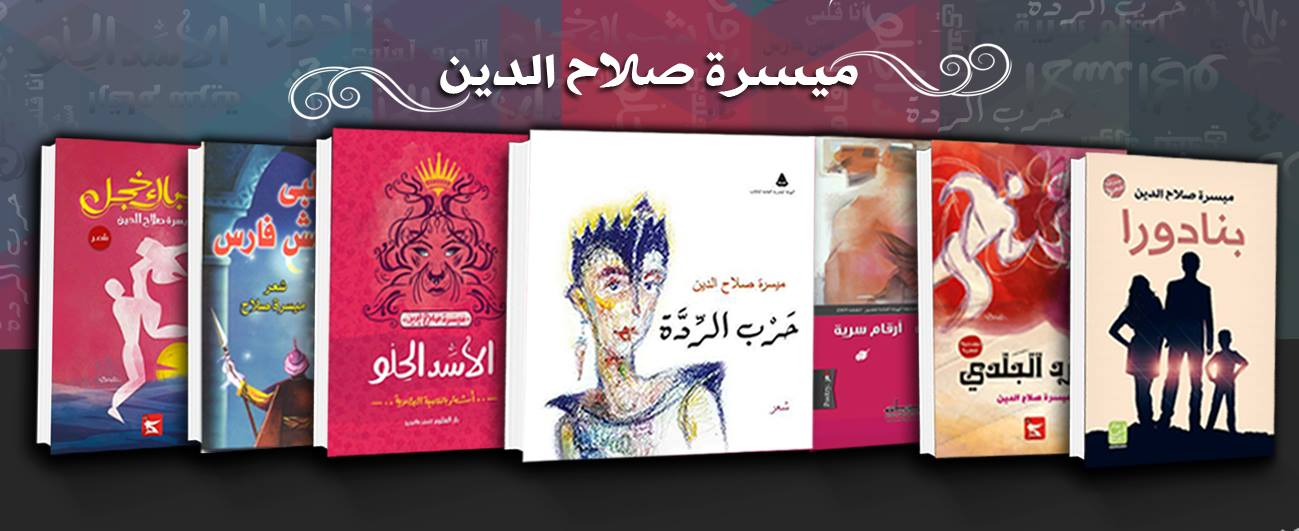

- بنادورا مسرحية شعرية بالعامية المصرية، عن دار الربيع العربي  2014
- الورد البلدى مسرحية شعرية بالعامية المصرية، عن الهيئة العامة لقصور الثقافة 2012
- أرقام سرية ديوان شعر بالعامية المصرية، عن دار صفصافة 2010
- شباك خجل، ديوان بالعامية المصرية، عن أتحاد كتاب مصر 2005
- أنا قلبى فارس ديوان بالعامية المصرية، عن الهيئة العامة للعلوم والفنون والاداب بالإسكندرية،2002

## عروض مسرحية
- الفيلسوف، مسرحية شعرية عن حياة وأشعار صلاح جاهين، إخراج وتدريب ممثلين محمد أسامه عطا ورضوى أبو المجد 2019
- الآخر، عرض مسرحى من إنتاج المركز الثقافى الفرنسى وإخراج محمد أسامه عطا 2019
- خفيف الروح مسرحية غنائية، ضمن فاعليات ورزارة الثقافة المصرية للأحتفال بمرور 100 عام على ثورة 1919، من إنتاج مسرح الشباب -البيت الفنى للمسرح واخراج عادل حسان
- بار الشيخ على ترام الرمل «مسرحية غنائية» من تقديم فريق ابن البلد ورؤية وموسيقى د. محمد حسنى
- أحوال شخصية مسرحية غنائية، من إنتاج مسرح الشباب -البيت الفنى للمسرح واخراج اشرف حسنى
- ترام الرمل مسرحية غنائية أداء فريق ابن البلد رؤية مسرحية والحان د. محمد حسنى
- الورد البلدى مسرحية أذاعية عن مشروع أسمع كتاب بطولة صبرى زكى، شيماء عز الدين، نورهان علاء واخراج أحمد مجدى
- ولاد ادم مسرح مدرسى في اطار مشروع مسرحة المناهج الدراسية لوزراة التربية والتعليم المصرية أخراج د. شيماء إبراهيم
- أحول شخصية مسرح حكى غنائى قدمت على المسرح القومى في اطار مشروع القراءة المسرحية
- بنادورا مسرحية شعرية قدمت على المسرح القومى في اطار مشروع القراءة المسرحية أخراج هشام طارق

## الجوائز
- فازت مسرحية «ولاد ادم» بالمركز الأول على مستوى محافظة الإسكندرية في المسابقة الرسمية لمسرحة المناهج الدراسية التابعة لوزارة التربية والتعليم 2016
- اختيرت مسرحية الورد البلدى ضمن أفضل ابداعات الشباب في مجال المسرح على مستوى الوطن العربي من قبل مجلة المسرح الإماراتية
- ميدالية الهيئة العامة لقصور الثقافة 2009
- المركز الأول قي شعر العامية قي مسابقة الهيئة العامة لقصور الثقافة المركزية 2008\2009 عن ديوان أرقام سرية
- المركز الأول في كتابة الاغنية عن مسايقة مجلة كلمتنا لابداع الشباب
- المركز الثاني قي شعر العامية قي مسابقة الهيئة العامة لقصور الثقافة المركزية 2004\2005 عن ديوان شباك خجل
- مجموعة جوائز من وزارة الشباب والرياضة عن المشاركات قي النشاط الثقافى والعديد من المسابقات الشعرية
- جوائز وشهادات تقدير من جامعة الإسكندرية عن التميز قي النشاط الثقافى

## ترجمات
- رجل الزبد والبيض، مسرحية كوميدية للكاتب الأمريكي جورج إس. كوفمان، دار نشر يسطرون، المملكة العربية السعودية، 2023.

- باربرا، رواية للكاتب الفاروي يورغن فرانتز جاكوبسن، دار صفصافة للنشر والتوزيع، 2023.

- كوكورو – لغة القلب، رواية للكاتب الياباني ناتسومي سوسيكي، دار مجرة للنشر والتوزيع، 2023.

- سفر الخروج، رواية للكاتب الجورجي إياكي كابادزي، دار صفصافة للنشر والتوزيع، 2023.

- الرجل المفقود، رواية للكاتبة الأسترالية جين هاربر، عصير الكتب للنشر والتوزيع، 2022.

- الطفولة الرقمية: التكنولوجيا والحياة اليومية للأطفال، دار روابط، بالإشتراك مع مجموعة مترجمين، 2021.

- فتاة السر: مذكرات شيماء هال، بيت الياسمين للنشر والتوزيع، 2021.

- شوجى بين، الرواية الفائزة بجائزة البوكر الإنجليزية للكاتب الأسكتلندي دوجلاس ستيورات، دار صفصافة للنشر والتوزيع، 2021.

- كل جزري الوحيدة، رواية للكاتبة الفلبينية فيجى كامبيلان، دار صفصافة للنشر والتوزيع، 2020.

- رسائل ستيفان زفايج، من ادب الرسائل، عن بيت الياسمين للنشر والتوزيع 2020
- حكايات الثعلب والذئب قصص للاطفال عن الهيئة المصرية العامة للكتاب 2020
- كل جزرى الوحيدة رواية للكاتبة الفلبينة فيجى كامبيلان، عن صفصافة للنشر والتوزيع 2020
- الناقوس الزجاجى، رواية للكاتبة الأمريكية سيلفيا بلاث، عن بيت الياسمين للنشر والتوزيع 2019
- العودة، رواية للكاتبة البرتغالية دولسى ماريا كاردوسا، عن بيت الياسمين للنشر والتوزيع 2019
- تلغراف رواية مترجمة للكاتب الأندونيسى بوتو واجيا عن دار صفصافة للنشر والتوزيع 2018
- جيمى فريل والسيدة الشابة قصص للاطفال عن الهيئة المصرية العامة للكتاب 2017
- الجبل العميق للكاتبة التركية ايجى تملكران عن دار صفصافة للنشر والتوزيع 2016
- ملف عن الشاعرة الامريكى ة «إدنا فنسنت ميلاى» حياتها ومختارات من أهم اعمالها نشر بأخبار الادب
- ملف عن الشاعر الامريكى «لانجستون هيوز» حياته ومختارات من أهم أعماله نشر بأخبار الادب
- ملف عن الشاعر الامريكى «روبرت فروست» حياته ومختارات من أهم أعماله نشر بجريدة القاهرة
- زوجة بادى كركيوان قصص للاطفال، الهيئة المصرية العامة للكتاب تحت الطبع

## عضويات
- عضو اتحاد كتاب مصر
- عضو الهيئة العامة للعلوم والفنون والاداب بالإسكندرية

## التجربة الشعرية
تجربة الشاعر تجربة متعمقة في الذاتية تتصور القصيدة فيضا من الرؤى والمواقف الحياتية واتخد الشاعر من الصدق الشديد في التعبير ذاتيته مدخل للتواصل مع الاخرين ليحولها لتجربة عامة وهو ياخد في ذلك رموز من العالم المحيط، تتميز الصورة الشعرية لدى الشاعر بأنها جزء لا يتجزأ من القصيدة فهى ليست مجرد حلية جمالية وانما تاتى في نسيج البناء الدرامى للعمل بصور كلية وجزئية بشكل مطبوع وفي تتابع مستمر لتصنع حالة شعرية خاصة
يهتم اهتمام شديد بصياغة القصيدة مستغلا كل إمكانياته اللغوية لتظهر القصيدة مجسدة لرؤية الشباب المعاصر بمفردات واخزة نافذة تتضافر كلها غازلة قصيدة سهلة الصياغة تلقائية منسابة
بقلم د/هادى الجيار
ميسرة صلاح من شعراء العامية الشباب الذين تتحرك الكلمات عندهم برشاقة في مختلف أحوال التعبير. وهو يعتمد على الاقتصاد اللغوى ولا يهدر طاقات قصـيدته اللغويـة. والوحدة العضوية أساسية عنده فقصيدته تنمو بوضـوح، ولا مجال للحذف أو الإضافة. فهى رغم بساطتها تخفـى جهـدا ً كبيرا مبذولا فيها
بقلم الناقد والشاعر ا/عبد المنعم سالم
يحمل الديوان روحا عميقة وبسيطة في أن واحد وتمسك القصائد بتفاصيل دقيقة تدخل القارئ في قلب مشاهد شديدة الإنسانية حيث يجول بنا في روح شخصياته وأماكنهم
ومشاعرهم دون زخارف لفظية مما جعل قصيدته تحقق شعريتها ببساطه وعمق
بقلم الشاعر والناقد مسعود شومان عن ديوان أرقام سرية

## نماذج واعمال
1. ↑  "ميسرة صلاح الدين - ديوان العرب". www.diwanalarab.com. مؤرشف من الأصل في 2024-08-08. اطلع عليه بتاريخ 2024-08-08.
2. ↑  "الإسكندرية بلدنا". البوابة الإلكترونية لمحافظة الإسكندرية. مؤرشف من الأصل في 2022-08-10. اطلع عليه بتاريخ 2022-08-10.
3. ↑  The 38th International Book Fair. Seif Kamel, Tour Egypt. 24 January 2006. نسخة محفوظة 28 يوليو 2017 على موقع واي باك مشين.
4. ↑  Censorship trims fare at Cairo International Book Fair. Agence France Presse. January 29, 2008نسخة محفوظة 5 يناير 2007 على موقع واي باك مشين.
5. ↑  Crowds flocking to Sana’a International Book Fair. Huda al-Kibsi, Yemen Observer. Oct 30, 2007 نسخة محفوظة 13 فبراير 2012 على موقع واي باك مشين.
6. ↑  معرض القاهرة الدولى للكتاب، الهيئة العامة للاستعلامات المصري [وصلة مكسورة] نسخة محفوظة 14 نوفمبر 2009 على موقع واي باك مشين.

- قصائد منشورة في مواقع اخبارية (اليوم السابع – البداية –-فيتو*كلمتنا)
- «مكملين» قصيدة جديدة لميسرة صلاح الدين
- قصيدة «مكملين» للشاعر ميسرة صلاح الدين
- ميسرة صلاح الدين يكتب لكلمتنا.. برد وسلام
- ميسرة صلاح الدين: حرب الردة

تغطيات واخبار (بوابة الاهرام – بوابة الاخبار – الشروق – اليوم السابع)
- ميسرة صلاح الدين: المسرح الشعرى أوشك على الانقراض
- اليوم الورد البلدي في سرديات بمكتبة الإسكندرية
- ميسرة صلاح الدين: معرض الإسكندرية للكتاب يفتقد قيمته الثقافية
- «أرقام سرية» بساقية الدلتا

اخبار عن مشروع زجلو تير (المصري اليوم – روزاليوسف)
- «زجلو تير»: أشعار ورسومات لزيادة الانتماء
- ثقافة *روز اليوسف

صفحة الشاعر في موسوعة الشعر العالمى أدب
- ديوان الشاعر: ميسرة صلاح الدين
- صفحة الشاعر علي موقع أبجد للكتب الإلكترونية
- المؤلفمون على ابجد: ميسرة صلاح الدين